# Yerrinbool
Yerrinbool – miasto w Australii, w stanie Nowa Południowa Walia.